# Bitwa pod Studzianną
Bitwa pod Studzianną – starcie stoczone 10 lutego 1863 roku pomiędzy oddziałem Antoniego Jeziorańskiego a połączona kolumną Dońca Chmielińskiego i Zwierowa.

## Przed bitwą
W lutym do powiatu opoczyńskiego przybył oddział Jeziorańskiego (wcześniej tocząc między innymi bitwę pod Rawą Mazowiecką). 10 lutego dotarł do Studzianny gdzie założył obóz. Jeszcze przed bitwą kilka rozbitków z innych oddziałów dotarło do Studzianną. Rozdzielono również na chwile oddział na kilka mniejszych.

## Starcie
Kozacy Dońca Chmielińskiego rozpoznali Powstańców znajdujących się w Studziannie. Moskale otoczyli wieś i zaczęli ostrzeliwać oddział. Wobec tego powstańcy wysłali kawalerie by pobić moskali. Szarża spowodowała odwrót oddziałów Dońca Chmielnickiego do Tomaszowa Mazowieckiego. Chcąc zaskoczyć powstańców, Rosjanie zaatakowali ponownie. Po krótkiej walce Moskale znowu się wycofali tym razem na dobre. Tego samego dnia oddział Jeziorańskiego opuścił Studzianne zajmując 12 lutego Przedbórz i wyruszył w Góry Świętokrzyskie, gdzie połączył się z oddziałem Mariana Langiewicza.